# عدنان الأتاسي
عدنان بن هاشم الأتاسي (1904 – 7 أيلول 1969)، سياسي سوري من حمص، كان أحد مؤسسي حزب الشعب وتولّى حقيبة الأشغال العامة في مطلع عهد الاستقلال سنة 1946. وكان أول سفير سوري في فرنسا وسويسرا وعدد من الدول الأوروبية.

#### البداية
ولِد عدنان الأتاسي في مدينة السلط عندما كان والده يشغل قائم مقام عليها سنة 1905. دَرَس في عكا ويافا وحماة وبيروت، قبل الانتقال إلى دمشق مع أبيه عند تحرير البلاد من الحكم العثماني سنة 1918. ألتحق بمعهد الحقوق ونال شهادته، ثم سافر إلى سويسرا وحصل على شهادة دكتوراه بالقانون من جامعة جنيف سنة 1929، مع شهادة ثانية من معهد العلوم السياسية. عاد بعدها إلى دمشق ليعمل مدرساً في كلية الحقوق بالجامعة السورية سنة 1932.

#### العمل الدبلوماسي
انتسب عدنان  الأتاسي في شبابه إلى الكتلة الوطنية التي كان والده قد أسسها سنة 1927، وعند انتخاب هاشم الأتاسي رئيساً للجمهورية في كانون الأول 1936، انضم عدنان الأتاسي إلى وزارة الخارجية وعُيّن نائباً لقنصل سورية في إسطنبول. تسلّم نفس المنصب في القاهرة، قبل أن يستقيل مع نهاية عهد الكتلة الوطنية إثر استقالة أبيه من الرئاسة في تموز 1939.
وفي عام 1943 انتخب نائباً في مجلس النواب ورئيساً للجنة الشؤون الخارجية. عينه الرئيس شكري القوتلي وزيراً مفوضاً في باريس سنة 1945، ليكون أول دبلوماسي سورية معتمد في فرنسا منذ بدأ الانتداب الفرنسي عام 1920. عمل الأتاسي على تسلّم المصالح المشتركة من الحكومة الفرنسية، ومنها المرافق الحيوية والثكنات العسكرية والجمارك، كما كان له دور بارز في عملية تهريب مفتي القدس الحاج أمين الحسيني من فرنسا، المدان بالعمالة لصالح النازية خلال الحرب العالمية الثانية والمطلوب من قبل العدالة الدولية بسبب علاقته المتينة بأدولف هتلر.

#### تأسيس حزب الشعب
بعد جلاء القوات الفرنسية عن سورية، عُيّن عدنان الأتاسي وزيراً للأشغال العامة في حكومة جميل مردم بك الثالثة نهاية عام 1946. انتقل بعدها إلى صفوف المعارضة، احتجاجاً على محاولة قادة الحزب الوطني تجديد ولاية الرئيس القوتلي عبر تعديل الدستور السوري الذي كان هاشم الأتاسي قد وضعه سنة 1928. وفي صيف العام 1948، شارك عدنان الأتاسي في تأسيس حزب الشعب مع ناظم القدسي ورشدي الكيخيا، الذي كان يسعى إلى تحقيق وحدة فيدرالية مع العراق وإسقاط حكم القوتلي.

#### معارضة الشيشكلي 1951-1954
عاد الدكتور الأتاسي إلى العمل في وزارة الخارجية وسمّي وزيراً مفوضاً في فرنسا وسويسرا وإيطاليا وبلجيكا ولوكسمبورغ وإسبانيا. وقد حافظ على جميع هذه المناصب دون انقطاع حتى سنة 1952، أي أنه كان خارج البلاد لحظة وقوع الانقلاب الأول على شكري القوتلي سنة 1949. لم يشارك في مرحلة حسني الزعيم القصيرة ولكنه عاد إلى الواجهة من عودة أبيه إلى الحكم في 14 آب 1949، حيث عمل مستشاراً ومعاوناً له. وعند استقالة هاشم الأتاسي من الرئاسة في 3 كانون الثاني 1951، احتجاجاً على انقلاب أديب الشيشكلي على حكومة حزب الشعب، عاد عدنان الأتاسي إلى صفوف المعارضة التي تشكلت في دار والده في حمص. صدر أمر باعتقاله وظلّ الأتاسي سجيناً في سجن المزة حتى سقوط حكم الشيشكلي في 25 شباط 1954. عاد هاشم الأتاسي إلى الحكم في 1 آذار 1954 لإكمال ما تبقى من ولايته الدستورية، حيث أعيد العمل بالدستور وجرت انتخابات نيابية فاز فيها عدنان الأتاسي مجدداً بالنيابة عن حمص، ممثلاً عن حزب الشعب.

#### المؤامرة العراقية
وبعد انتهاء ولاية الرئيس هاشم الأتاسي وانتخاب شكري القوتلي رئيساً في 18 آب 1955، حصل تقارباً بين سورية والاتحاد السوفيتي، ما أزعج عدنان الأتاسي كثيراً. رفض دخول سورية في صراعات الحرب الباردة، وتوجهها نحو الرئيس المصري جمال عبد الناصر، فقرر التعاون مع العراق لتنفيذ انقلاب عسكري يُطيح بجميع الشخصيات السياسية المحسوبة على عبد الناصر والسوفييت في سورية، مثل رئيس مجلس النواب أكرم الحوراني ومدير المكتب الثاني عبد الحميد السراج.
ولكن “المؤامرة العراقية” كُشفت قبل أن تنفذ وتم اعتقال جميع المشاركين بها، وفي مقدمتهم عدنان الأتاسي، الذي مثل أمام محكمة عسكرية خاصة برئاسة الضابط الشيوعي عفيف البزري. دافع هاشم الأتاسي عن ابنه واعتبر أنه بريء من كل التهم الموجهة إليه، ولكنّه رفض التوسط لأجله أو حتى زيارته في السجن. وقد حكمت المحكمة العسكرية على عدنان الأتاسي بالإعدام ولكن تدخلاً لأجله حصل من قبل رئيس الجمهورية شكري القوتلي وغيره من الزعماء العرب، ما أدى إلى تخفيف الحكم إلى السجن المؤبد.

#### السنوات الأخيرة والوفاة
ظلّ عدنان الأتاسي سجيناً حتى أيلول 1960، عندما تم نقله إلى الإقامة الجبرية في الإسكندرية بعد قيام جمهورية الوحدة مع مصر.  لم يُسمح له حضور جنازة أبيه، الذي توفي في حمص في 6 كانون الأول 1960، وبقي الأتاسي في مصر حتى الإطاحة بالجمهورية العربية المتحدة ورئيسها في 28 أيلول 1961. أُطلق سراحه يومها ولكنّه لم يعد إلى سورية وبقي متنقلاً بين لبنان وتركيا حيث كانت تعيش عائلة زوجته التركية، وقد توفي وقد توفي في بيروت عن عمر ناهز 65 عاماً يوم 7 أيلول 1969. خرجت له جنازة شبه رسمية، يتقدمها رئيس الحكومة اللبنانية صائب سلام ونقل جثمانه إلى مسقط رأسه في حمص ليدفن إلى جوار والده.

#### مؤلفاته
وضع الدكتور عدنان الأتاسي عدداً من المؤلفات القانونية في حياته، منه  “شوائب الاتفاق في المعاهدات الدولية” و”دروس مستعجلة في الحقوق الجزائية” الذي صدر عن جامعة دمشق سنة 1944. وفي سنة 1947 صدر كتاب “الحقوق الدستورية،” تلاه كتاب أزمة الحكم في سورية. وفي سنة 1965 وخلال سنوات إقامته في لبنان، وضع عدنان الأتاسي آخر مؤلفاته بعنوان الديمقراطية التقدمية والاشتراكية الثورية.

#### المناصب

##### وزير نفوض في فرنسا (1945-1947)
- سبقه في المنصب: لا يوجد
- خلفه في المنصب: خالد العظم

##### وزيراً للأشغال العامة (28 كانون الأول 1946 – 6 تشرين الأول 1947)
- سبقه في المنصب: ميخائيل إليان
- خلفه في المنصب: أحمد الرفاعي